# ホンダ・NSR250R
NSR250R（エヌエスアールにひゃくごじゅうアール）は本田技研工業のレーサーレプリカタイプの2ストロークオートバイである。車名のNSRはNew Sprint Racingの略である。競技車両であるロードレース世界選手権用ワークスレーサーNSR500のレプリカで、市販車のNSRシリーズの中ではフラッグシップモデルになる。

## 概要
ホンダは、WGPでNS500が1983年にチャンピオンを得るなど、レース部門での2ストロークのオートバイの成功を収めた。一方、市販車部門ではヤマハのRZ250/350のヒットにより販売面で伸び悩んでおり、ホンダはRZに対抗してまずは4ストロークエンジン車のCBX400FとVT250Fを発売すると爆発的ヒットとなったが、直接競合する2ストローク車種が不在であったことと、さらにヤマハに差をつけるべく、MVX250Fを投入した。しかし、エンジン焼きつきの多発や同時期に発売されたフルカウル、アルミフレームのRG250Γなどに押され、失敗となってしまった。再度、市場に参入すべく1984年のNS250F/Rの発売で販売は互角となった。ヤマハはその後、TZR250を発売しホンダとのリードを広げ、それに対抗すべく1986年にNSR250Rを投入する。抜群の速さを誇るNSRは発売当初から大ヒットする。初代モデルより、ヤマハTZR250R、スズキRGV250Γとの三つ巴による熾烈な2ストローク技術開発競争が繰り広げられ、1987年から1990年の間は毎年モデルチェンジが行われた。NSRのヒットで2ストバイク市場のトップを奪うことになり、その後はTZR250Rと市場を分け合った。NSRは4代目まで生産されたが、1990年代中盤にレーサーレプリカブームは下火となり、他社のレーサーレプリカは次々と生産終了となる中、NSRは1999年まで生産が行われた。
NSRは型式で大きくMC16・MC18・MC21・MC28の4種類に分けられるが、MC18のみ1988年式に対し1989年式の仕様変更が大きいため、市場ではこれを2つに分け、順に1〜5型と呼ばれることも多い。なお、歴代モデルすべて一貫してエンジン始動方法はキックスターターのみを採用し、セルスターターは装備されなかった。

## モデル一覧

### NSR250RG(初代)
型式MC16。

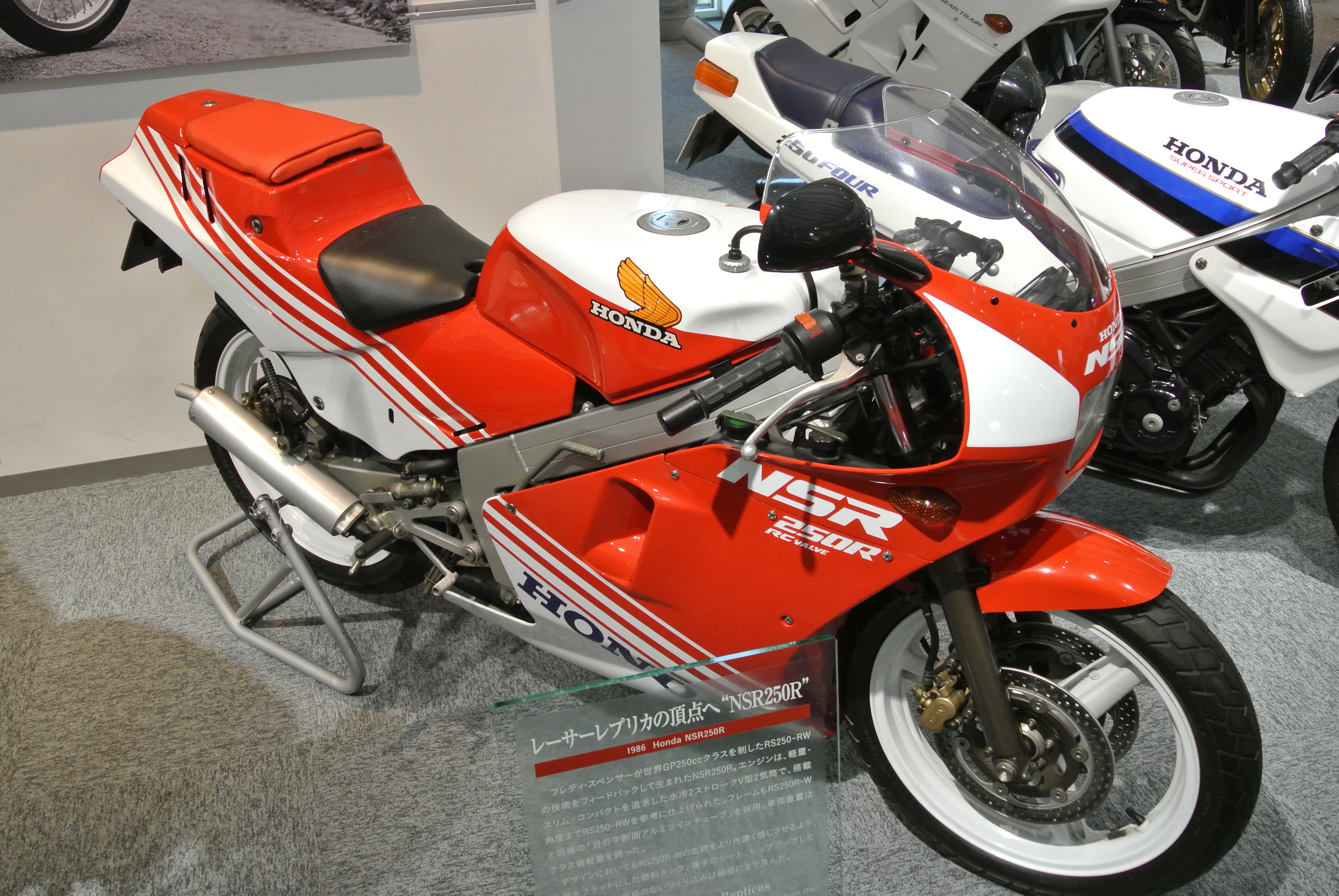
NSR250RG MC16

1986年にNS250Rのフルモデルチェンジ車として登場した。新設計の“目の字”断面をもつアルミニウム製ツイン・スパーフレームに、クランクケースリードバルブの水冷2ストローク90°V型2気筒エンジンを搭載し、競技専用車RS250Rをそのまま公道用にスケールダウンしたようなレーシーな姿をまとっていた。エンジンのクランクケースなど、一部部品には「HONDA RACING」の刻印が入り、競技用車両とパーツの設計を1つにしている点も注目された。

### NSR250RJ - RK(2代目)
型式MC18。

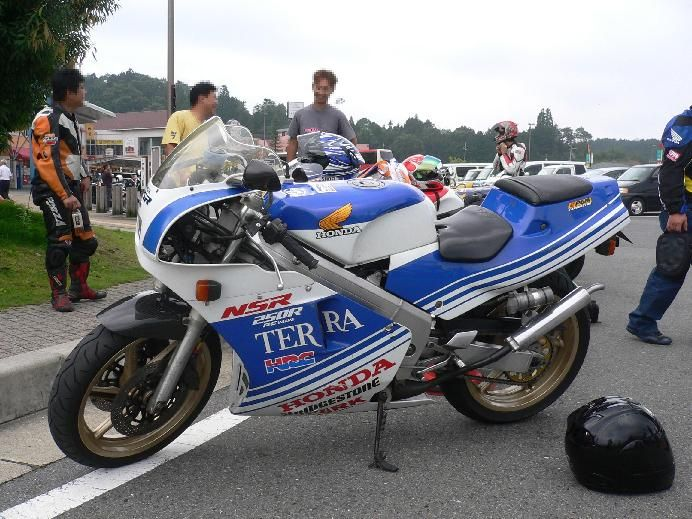
1988年モデルカスタム車

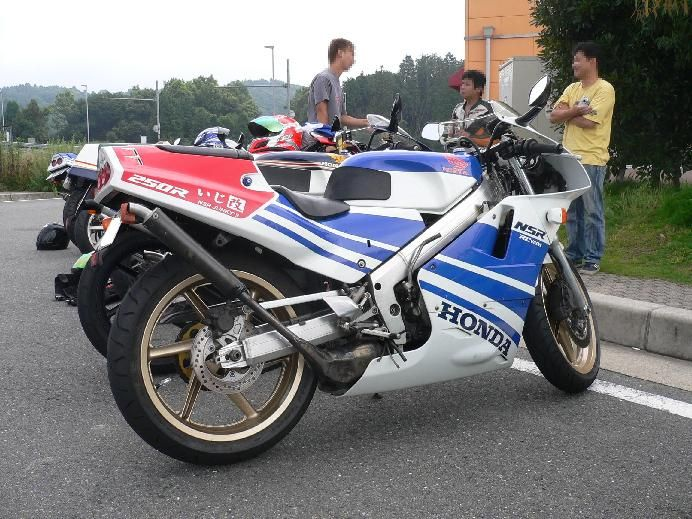
1989年モデルカスタム車

1987年11月に発表され、翌年１月から発売された。このモデルからテールランプの意匠が丸目2灯となった。スピードリミッター無しの最後のモデル。なお、この1988年モデルは市販レーサーのRS250Rと同時開発された。このモデルは約１年間販売され、1989年式は1989年2月に発売された。
1988年式は、市販二輪車としては世界初となるコンピュータ制御のPGMキャブレター（PGM:し、さらに点火系・排気デバイス（RCバルブ）・オイルポンプもコンピュータ制御される。またフレームはMC16の目の字断面から、その一部を面取りしたような五角形目の字断面フレームに変更された。さらにフロントブレーキのキャリパーは対向４ポットに、フロントフォークは径が41mmに拡大されるなど各部の強化が図られた。最高出力も仕様上はMC16と同じ45psであるが、出力を制限するリミッターの解除が極めて容易であったことも相まって競合する車種に対し圧倒的な速さを誇り、NSR250Rの評価を決定的なものとした。また、マグネシウム製ホイールを装備した上位グレードであるSPモデルが始めて設定されたのも1988年式からである（乾式クラッチは非装備）。
1989年式では、エンジンの出力特性を制御するコンピューターがPGM-IIへ、キャブレターがPGMキャブレターIIへ進化するなどし、最高出力・最大トルクの値は1988年式と変わらないものの、幾分フラットでマイルドな出力特性が与えられた。この年はFIMのレース規則が変更され、カウル前端をフロントタイヤの中心線よりも前方まで伸ばすことができるようになったが、公道モデルのNSR250Rもそれにあわせて形状が変更された。またこの年式から，SPモデルではマグネシウムホイールに加え乾式多板クラッチと、減衰力調整機構付サスペンション（前・後）が装備されるようになった。
MC18にはSPグレードとは別に、F3用キットパーツをあらかじめ組み込んだコンペティション用コンプリートマシンとしてHRCより少数が発売された「NSR250RK」が存在する（紛らわしいがHRCのKはキットパーツのKであり市販車の年式〈89年モデル〉をあらわすNSR250RKとは別）。これはNSR250R SPをベースに、専用の補強入りフレームや専用の車高調整機構付きサスペンション、多数の変更が加えられたエンジンや電装を装備したTT-F3専用車両であり、SPとはまったくの別物と言ってよい。エンジン部品で専用なのはクランクケースのみだが、純正と同じ金型から生み出されながら、ほぼ全ての部品が同年式の競技専用車であるRS250Rの部品と見まがうばかりに加工されたものであり、その動力性能はRS250Rに肉薄するほどである。その価格差から細部のクオリティは見劣りするものの、そうして世に送り出されたRK達はサーキットを席巻し、GP250クラスと互角に近いタイムを叩き出し、4ストローク400ccの車両を打ちのめし続けた。惜しむらくはRKが生み出されたわずか数年後にTT-F3クラスが廃止されてしまったことである。なお、この車両はスリックタイヤ対応のためホイールサイズもRS250Rと同等に変更されている（フロントは可能だがリアに互換性はない）。専用キャブレターボックスと専用ダクトを装備し、PGMキャブレターは装備されていない。ACGは専用品の軽量ローターを使用するため公道用NSRと互換はない。

### NSR250RL - RN(3代目)
型式MC21。

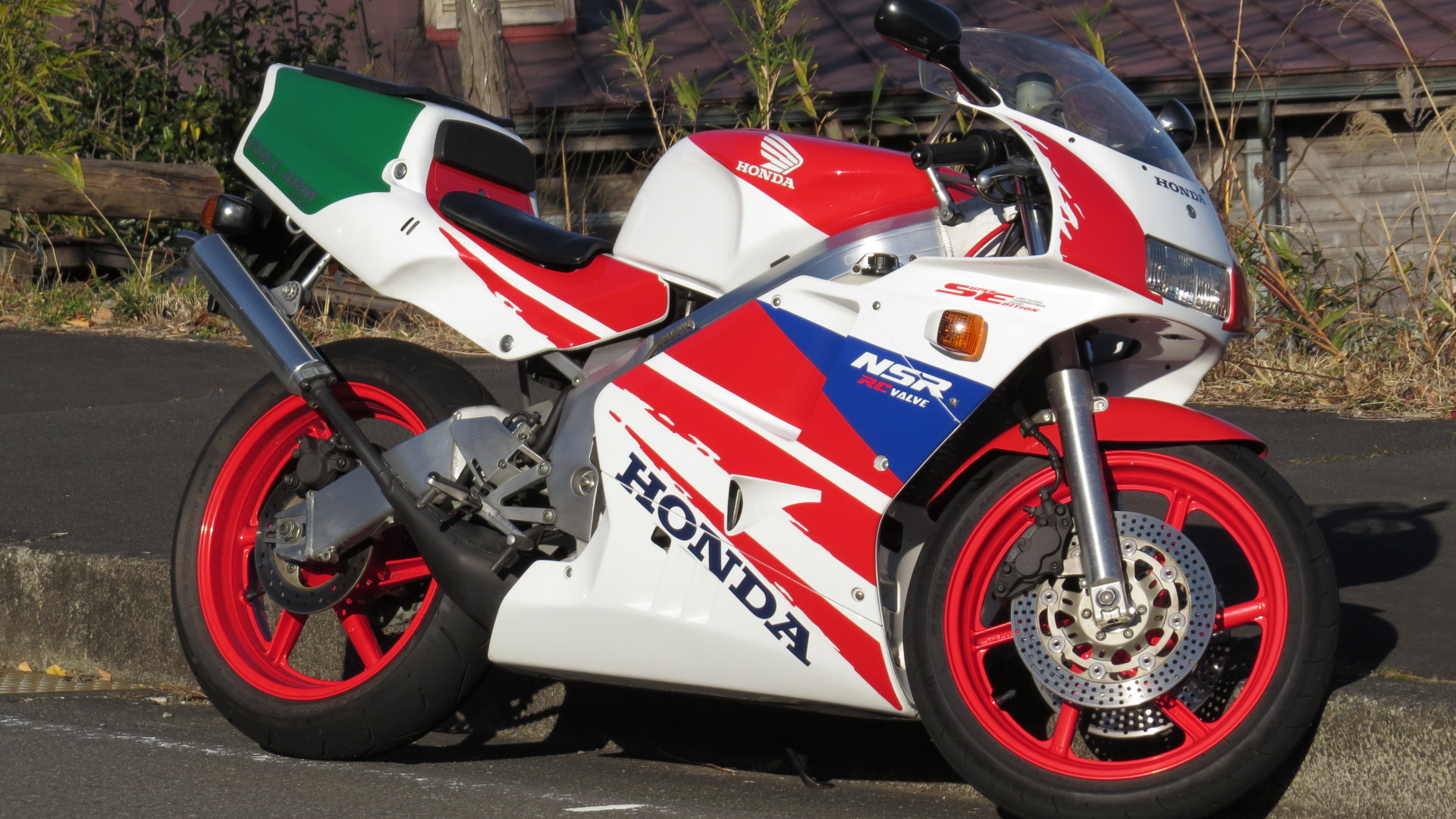
NSR250R SE

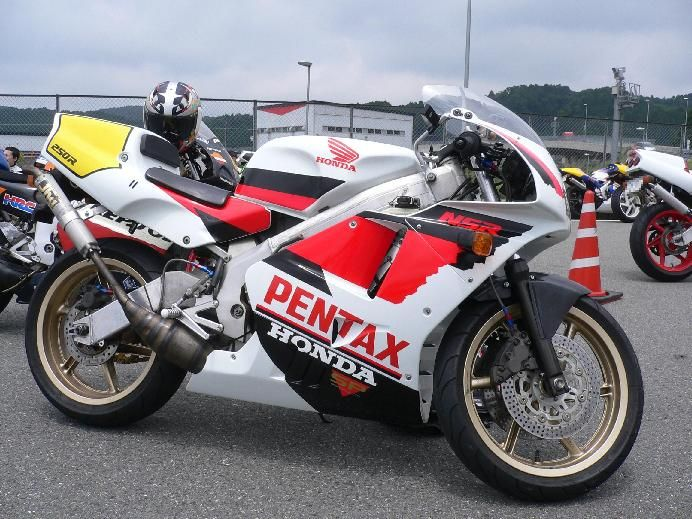
MC21-SP仕様カスタム車

1990年2月登場の3代目モデルは大きな外観デザイン変更を受けた。アッパーカウル形状はスラントノーズで、小さく特徴的だったヘッドライトはスマートな薄型幅広形状の2灯ハロゲンヘッドライトに変更された。リアシートカウルは上方へ跳ね上がり、クラウチングスタイルとなる。
もっとも大きな外観上の変更点は、スイングアームへの“ガルアーム”の採用である。「ガルアーム」とは、V型2気筒エンジンの後方シリンダーから延びる排気用チャンバー形状の高効率化を目的として、右側スイングアームと前方シリンダーの排気チャンバーが干渉しないよう、スイングアームを「への字」に屈曲させたもの。ホンダワークスレーサーでは'89年のNSR500から採用された技術である。
また、エンジンはシリンダー、シリンダーヘッド、クランクケース、クランクシャフト等の主要部品が新設計され、出力特性を制御するコンピューターもPGM-IIIに進化し、扱いやすさを兼ね備えた出力特性が与えられた。
このMC21では1990年4月にSPが発売され、1991年5月にSPとSTDモデルの中間に位置するSEが発売された。1992年1月にMC21後期型とSE・SPが発売。
また、MC21はジムカーナライダーの中でも特に戦闘力の高い車両とされており、大会になると上位陣の大半（現在はかなり減ったが、それでもまだ多い）がNSR250Rで占められるなど猛威を振るっている。
なお、MC21までが45馬力、MC28はオートバイメーカー4社の自主規制により40馬力になっている。
- STD（スタンダード仕様）
- SE（SPベースだが一般公道向きのSTDと同じミッションで乾式多板クラッチや前後サスペンションに減衰力調整機構を装備）
- SP（前後マグネシウムホイールを装備。ロスマンズやHRCなどのワークスカラーを採用）

の3グレードがあった。

### NSR250R - RT(4代目)
MC28最終型。

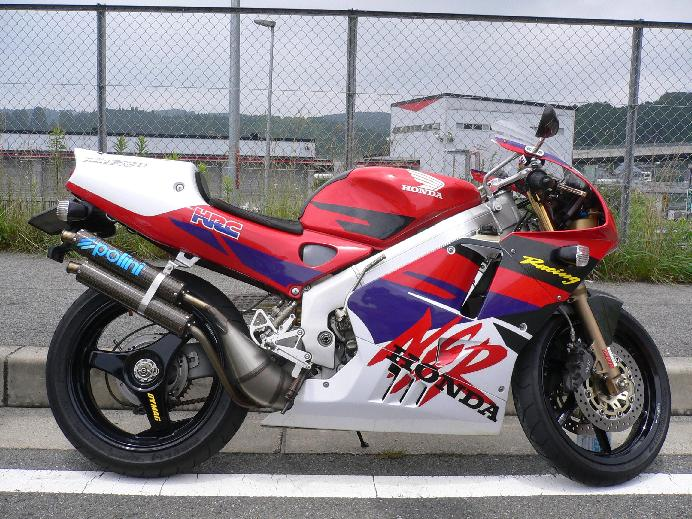
MC28-SP仕様カスタム車その1

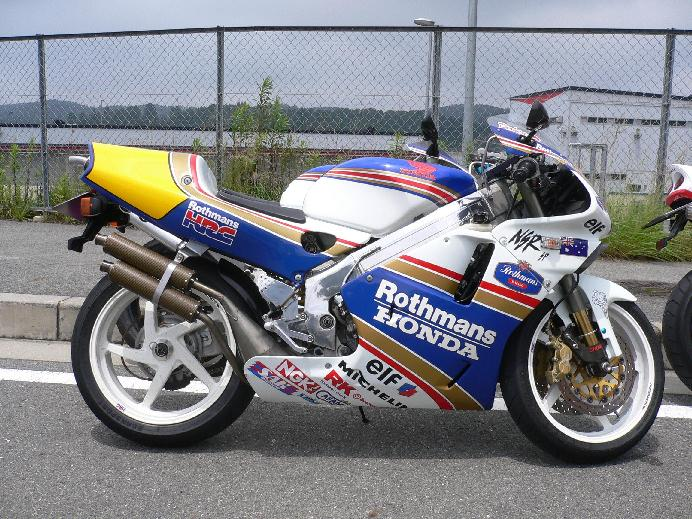
MC28-SP仕様カスタム車その2

1993年に登場したモデルで、NSR250Rとしては最終モデルになる。外観上最大の変更点は、MC21で採用された「ガルアーム」が、片持式スイングアームである「プロアーム」になった点であるが、これは耐久レーサーRVFからのフィードバックである（WGPマシンはアームの向きが逆でチェーンラインも逆になる）。同時にヤマハがガルアームのパテントを持っていたが、その使用猶予が継続生産モデルかつ1993年いっぱいに限られたため、という事情もある。（同様にRGV-Γはチャンバー干渉部分を抉った形のストレート形状に変更されている）ガルアームのパテントまたチャンバーの入り口を絞ることにより40馬力にパワーダウンされているが、社外品のチャンバーに交換することにより本来のパワーにすることが可能である。エンジンマネージメントシステムはPGM-IVに進化。ハンドルロックの解除やエンジンを始動する際に使用するキーは、PGMメモリーカードと呼ばれるカードキーとなり、通常の公道用PGMメモリカードの他に、競技専用のPGMメモリカードを使用することでエンジンの特性を簡単に変更することができた。またこのモデルからヘッドライトが常時点灯型となった。
主な新機能として、
- 片持ち式リンク式スイングアーム、プロアームの採用
- 2輪車初のカードキー（PGMメモリーカード）採用
- 液晶デジタル表示のスピードメーターに変更
- ハザードランプスイッチ装備
- ポジションランプ内蔵型ウインカーを採用

がある。
グレードは
- STD（スタンダード仕様）
- SE（乾式多板クラッチや前後サスペンションに減衰力調整機構を装備）
- SP（SEをベースに、マグテックホイール〈エンケイ製のマグネシウム合金を使用した廉価な軽量ホイール〉・フロントサスペンションは、路面追従性に優れたニュー・カートリッジタイプを装備〈工具なしで減衰調整可能〉ロスマンズやHRC[10]、レプソルホンダ[11]などのワークスカラーを採用）

の3つがあった。
1990年代後半、日本国内において関心が高まっていた排ガス規制問題（特に都市部における）に対しホンダは、「今後の市販車は50ccのスクーターからスポーツモデルまで、2ストロークエンジンでは自動車排出ガス規制の新基準に適合しないため、一部の競技専用車を除き、全てクリーンな4ストロークエンジン、PGM-Fiを採用していく」という方針を固め、NSR250Rも日本国内では1999年を最後に販売が終了した。なお、最終的にSEグレードのみが販売され、日本国外には輸出されず日本国内モデルとして1980年代、1990年代初期に旋風を巻き起こしたNSR250Rの歴史に幕を降ろすこととなる。
2016年現在、2ストロークのレーサーレプリカは新車のラインナップとして存在しないため、状態の良い中古車が新車時の価格を上回る高い値段で取引されることもある。